# Charles Henry Davis
Charles Henry Davis (Boston, 16 de janeiro de 1807 – Washington, D.C., 18 de fevereiro de 1877) foi contra-almirante na Marinha dos Estados Unidos. Trabalhando para o Coast Survey, Davis pesquisou marés e correntes e localizou um banco de areia desconhecido que havia causado naufrágios na costa de Nova York. Na Guerra de Secessão, ele comandou a Western Gunboat Flotilla, ganhando um importante combate na Batalha de Memphis, antes de capturar suprimentos inimigos em uma expedição bem-sucedida subindo o rio Yazoo.
Em maio de 1857 recebeu a rendição de William Walker, que tentara obter o controle da Nicarágua, e protegeu seus homens da retaliação de nativos financiados por Cornelius Vanderbilt.

## Juventude e carreira
Davis nasceu em Boston, Massachusetts. Ele frequentou a Boston Latin School e entrou no Harvard College em 1821, mas saiu após dois anos quando foi nomeado aspirante da Marinha dos Estados Unidos em 12 de agosto de 1823.
Entre 1827 e 1828, serviu a bordo da fragata Estados Unidos, no Pacífico. Em 1829, ele foi promovido a aspirante aprovado. De 1830 a 1833, ele serviu no saveiro Ontário. Em 1834, ele foi promovido a tenente e designado para o Vincennes. Em 1840 a 1841, serviu a bordo do navio Independence.
Em 1841 recebeu o título de Bacharel em Artes honorário de Harvard e em 1868 recebeu um LLD honorário da mesma instituição.
Em 1843, ele se tornou membro da Sociedade de Massachusetts de Cincinnati, na sucessão de seu avô, o Coronel Constant Freeman (1757 - 1824).
De 1846 a 1849, ele trabalhou no United States Coast Survey a bordo do Nantucket, onde descobriu um banco de areia até então desconhecido que havia causado naufrágios na costa de Nova York. Durante seu serviço no Survey, ele também foi responsável por pesquisar marés e correntes e atuou como inspetor em vários estaleiros navais. De 1849 a 1855 ele foi o primeiro superintendente do American Nautical Almanac Office e produziu o American Ephemeris and Nautical Almanac.
Em 1854, foi promovido a Comandante e recebeu o comando do St. Mary's. Em 30 de abril de 1857, ele mediou com as forças da América Central em San Juan del Sur, Nicarágua, a capitulação do obstrucionista William Walker e cerca de 300 homens, que partiram no St. Mary's para o Panamá no dia seguinte. Em 1859, enquanto comandava o St. Mary's, Davis recebeu ordens de ir à Ilha Baker para obter amostras de guano, tornando-se talvez o primeiro americano a pisar lá desde que foi anexado pelos Estados Unidos em 1857. O guano era necessário como fertilizante. Comodoro William Mervine já havia sido enviado, mas ele não pousou e acreditava que a ilha era inacessível. (A partir de evidências que mais tarde foram encontradas na ilha, ela havia sido visitada antes de 1857 por baleeiros.)

## Serviço da Guerra Civil
Na Guerra Civil Americana, Davis foi nomeado para o Blockade Strategy Board em junho de 1861. Em 15 de novembro de 1861, ele foi promovido a capitão. Ele foi nomeado oficial de bandeira interino, no comando da Western Gunboat Flotilla. Um dia depois de assumir o comando, a flotilha travou uma curta batalha com os navios confederados no rio Mississippi em Plum Point Bend em 10 de maio de 1862. Pegados despreparados para a batalha, dois dos navios da União foram seriamente danificados e tiveram que ser colocados em um banco de areia água para não afundar. As embarcações confederadas escaparam com apenas pequenos danos. Em 6 de junho, seus navios lutaram na Batalha de Memphis, que resultou no naufrágio ou captura de sete dos oito navios confederados, em comparação com os danos de apenas um dos navios da União. Em julho, ele cooperou com o oficial da bandeira David G. Farragut em um ataque a Vicksburg, Mississippi, mas eles foram forçados a se retirar. Em agosto, ele subiu o rio Yazoo e apreendeu com sucesso suprimentos e munições dos confederados. Após esta excursão, ele foi nomeado Chefe do Bureau de Navegação e retornou a Washington, D.C..
Em 7 de fevereiro de 1863, foi promovido a contra-almirante.
Após a guerra, ele ingressou na Ordem Militar da Legião Leal dos Estados Unidos (MOLLUS). Ele era membro do Comando de Nova York e recebeu a insígnia número 1022.

## Serviço pós-guerra
De 1865 a 1867, foi Superintendente do Observatório Naval dos Estados Unidos. Em 1867, ele recebeu o comando do Esquadrão do Atlântico Sul e recebeu o Guerriere como sua nau capitânia. Em 1869, ele voltou para casa e serviu tanto no Farol Board quanto no Observatório Naval. Davis morreu em Washington, D.C., e está enterrado em Cambridge, Massachusetts. 

## Vida pessoal
Ele se casou com Harriette Blake Mills, filha do senador Elijah Hunt Mills . Um de seus filhos, Anna Cabot Mills Davis, casou-se com o senador Henry Cabot Lodge. 

Seu filho, o comandante Charles H. Davis, Jr., serviu como diretor de inteligência do Office of Naval Intelligence de setembro de 1889 a agosto de 1892.